# Formel-1-Regeln
Die Formel-1-Regeln werden durch den internationalen Automobilweltverband FIA in Übereinstimmung mit den Teams festgelegt und regelmäßig verändert, um beispielsweise die Sicherheitsstandards zu erhöhen oder die Grand Prix für Zuschauer interessanter zu gestalten. Größere Änderungen am Reglement gab es vor allem nach schweren oder sogar tödlichen Unfällen. So wurden die Sicherheitsstandards nach den tödlichen Unfällen von Ayrton Senna und Roland Ratzenberger beim Großen Preis von San Marino 1994 deutlich erhöht. Um Änderungen vorzunehmen, müssen sowohl die Sportkommission der FIA als auch die Teams eine einstimmige Entscheidung treffen.

## Regeln und Technik im Laufe der Zeit
Vor dem Zweiten Weltkrieg gab es neben den Regeln für reinrassige Grand-Prix-Fahrzeuge einen kostengünstigeren Unterbau, die sogenannten Voiturettes, bei denen mit Kompressoren aufgeladene Motoren mit bis zu 1500 cm³ erlaubt waren (im Gegensatz zum doppelten Hubraum der GP-Boliden, der bis 1937 sogar unbegrenzt war).
Infolge der Dominanz der beiden deutschen GP-Teams von Mercedes-Benz und Auto Union, die im Ausland sowohl politisch als auch sportlich unbefriedigend war, gab es Ende der 1930er-Jahre Bestrebungen, die bisherigen GP-Regeln abzuschaffen und die Voiturettes zur GP-Kategorie zu erheben. Neben der deutlich besseren Wettbewerbsfähigkeit der italienischen, französischen und britischen Hersteller ließ sich diese Änderung auch mit Sicherheitsverbesserungen begründen, da die damaligen Silberpfeile Leistungen erzielten, die die Formel 1 erst wieder in den 1970er-Jahren erreichte. So wurde der Große Preis von Tripolis 1939 von den damals dort herrschenden Italienern für die Voiturettes ausgeschrieben, aber trotzdem überraschend von Mercedes-Benz mit einem eigens für dieses Rennen entwickelten Fahrzeug gewonnen.
Direkt nach dem Krieg wurden insbesondere von Alfa Romeo weiterhin Voiturettes-Rennfahrzeuge gebaut, sodass der Automobil-Dachverband FIA das 1947 in Kraft tretende neue Regelwerk für Grand-Prix-Rennwagen entsprechend formulierte: In der nun Formel 1 genannten Kategorie waren kompressoraufgeladene Motoren mit bis zu 1500 cm³ erlaubt sowie Saugmotoren bis 4500 cm³. Zudem wurde auch eine Formel 2 definiert, mit Saugmotoren bis zu 2000 cm³.
Wie bisher üblich, wurden einzelne Grand-Prix-Rennen nach diesen Regeln ausgetragen, eine Serie oder Europameisterschaft wie vor dem Krieg gab es nicht mehr. Als der Motorrad-Dachverband FIM für das Jahr 1949 jedoch eine Weltmeisterschaft ausschrieb, reagierte die FIA mit der Ausschreibung der Automobil-Weltmeisterschaft für das Jahr 1950. Das erste zur neuen Weltmeisterschaft zählende Rennen, der Große Preis von Großbritannien, wurde am 13. Mai 1950 in Silverstone ausgetragen.
Um den Anspruch auf eine Weltmeisterschaft zu untermauern, obwohl fast nur Europa beteiligt war, wurden in den Jahren von 1950 bis 1960 zudem für das Indianapolis 500 WM-Punkte vergeben, obwohl dort nach ganz anderen Regeln gefahren wurde.
In den ersten beiden Jahren dominierten weiterhin die von Kompressor-Motoren angetriebenen Alfetta von Alfa Romeo, die noch starke Ähnlichkeit mit den Vorkriegskonstruktionen aufwiesen. Allerdings zog sich Alfa Romeo Ende 1951, nach zwei erfolgreichen Jahrzehnten, vom Grand-Prix-Rennsport zurück. Da nur noch der ehemalige Alfa-Rennleiter Ferrari konkurrenzfähige Formel-1-Rennautos an den Start bringen konnte, wurden die Weltmeisterschaften der Jahre 1952 und 1953 übergangsweise für die billigeren Formel-2-Fahrzeuge ausgeschrieben. Trotzdem dominierte Ferrari auch in diesen Jahren und gewann mit Alberto Ascari jeweils die Weltmeisterschaft.
Für das Jahr 1954 wurden neue, kostengünstigere Regeln (F1 mit Saugmotoren bis zu 2500 cm³ oder aufgeladenen Motoren bis 750 cm³, F2 bis 1500 cm³) eingeführt, worauf sich unter anderem Mercedes zum Wiedereinstieg entschloss.

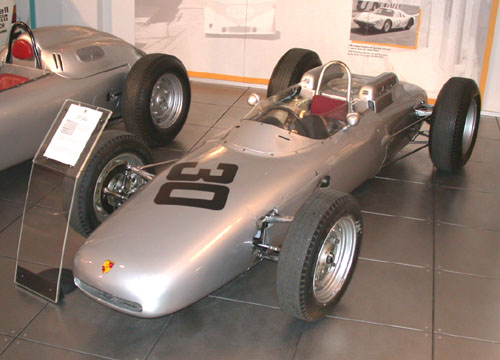
Porsche Typ 804, 1962

Von 1961 bis 1965 wurden die ehemaligen Formel-2-Regeln zur Formel 1 erhoben, zum Ärger der inzwischen dominierenden kleinen britischen Teams, die keine eigenen Motoren bauen konnten. Da Porsche bereits seit einigen Jahren erfolgreiche Formel-2-Rennfahrzeuge baute, lag nun der Aufstieg in die Formel 1 nahe. Doch der bisher verwendete Vierzylinder, der noch vom Volkswagen abstammte, war nicht konkurrenzfähig. Auch das Chassis vom Typ 718 war im Vergleich zu den schlanken Konkurrenten zu plump. Im neuen Modell 804 mit einem Achtzylinder gelang lediglich ein Sieg in einem WM-Lauf, dem Großen Preis von Frankreich 1962, durch den Amerikaner Dan Gurney. In der Woche darauf, beim nicht zur WM zählenden F1-Rennen auf der Solitude bei Stuttgart, konnte dieser Erfolg vor heimischem Publikum wiederholt werden. Am Saisonende zog sich Porsche jedoch wegen der hohen Kosten und der nicht gegebenen Seriennähe aus der Formel 1 zurück und konzentrierte sich wieder auf die angestammten Sportwagen.
Da Rennsportwagen und selbst einige Serienfahrzeuge in dieser Zeit mehr Leistung als die sogenannte Königsklasse mit ihren gut 220 PS leistenden fragilen 1500er Achtzylindern aufwiesen, wurden für 1966 die Regeln wieder geändert, und zwar gleich durch Verdoppelung der Hubräume (3000-cm³-Saugmotor, 1500 cm³ wenn aufgeladen).
Der relativ einfache Repco-Motor dominierte in den ersten beiden Jahren der Dreiliter-Formel, da nach der kurzfristigen Regeländerung wiederum keine geeigneten Motoren zur Verfügung standen und selbst Ferrari mit einem verkleinerten Sportwagen-Motor eine schwere und schwache Fehlkonstruktion an den Start brachte. B.R.M. stapelte gar zwei Achtzylinder übereinander zu einem H16 genannten Motor, Maserati reaktivierte einen V12 aus der 2500-cm³-Ära der 1950er-Jahre. Siege errangen meist weiterhin die bewährten aber auf circa zwei Liter Hubraum aufgebohrten Motoren von Coventry Climax, die unter anderem im Lotus zum Einsatz kamen. Dieses Unternehmen wollte jedoch nicht in die Neuentwicklung eines Dreiliter-Motors investieren und zog sich zurück.
In den Jahren von 1968 bis 1982 dominierte der frei verkäufliche Ford-Cosworth DFV-V8-Motor die Formel 1; verschiedene Teams konnten mit diesem Motor insgesamt 155 Rennen sowie zwölf Fahrer-WM-Titel gewinnen. Nur Ferrari gewann mit einem etwas leistungsstärkeren V12 auch WM-Titel, B.R.M. mit ihrem V12 einige Rennen.

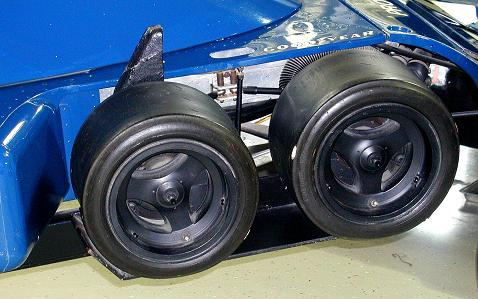
Tyrrell Project 34 mit zwei gelenkten Vorderachsen

Ab 1977 führte Renault Turbo-Motoren ein, mit denen 1979 der erste Sieg gelang. Noch bis 1982 behielten die leichter zu fahrenden, kostengünstigeren, zuverlässigeren und sparsameren Saugmotoren in der Endabrechnung die Oberhand, trotz immer deutlicheren Leistungsdefizits. Ab 1983 dominierten endgültig die leistungsstärkeren Turbos, die im Training kurzfristig weit über 1000 PS freisetzen konnten und somit die Sauger-Piloten in den hinteren Teil der Startaufstellung verdrängten. Übertriebene Leistungsangaben sind dabei mit Vorsicht zu genießen, da kaum ein Prüfstand für die Messung derart hoher Leistungen ausgelegt war. Die Zuwächse bei den Höchstgeschwindigkeiten waren jedenfalls nicht so groß, wie es eine doppelte oder gar dreifache Motorstärke hätte erwarten lassen dürfen. Die Spitzenleistung wurde bald durch Ladedruckbegrenzung gesenkt, im Rennen musste zusätzlich auf den Verbrauch geachtet werden, da die Tankgrößen begrenzt respektive verringert wurden.
Die bewährten Cosworth-Aggregate mit ungefähr 500 PS wurden daraufhin in der Formel 3000 eingesetzt, die die damalige Formel 2 mit ihren Rennmotoren (2000 cm³, 320 PS) ablöste.
Der stärkste Rennwagen der bisherigen Geschichte der Formel 1 war 1986 der Benetton-BMW mit 1350 PS, den Gerhard Berger fuhr, der damit im selben Jahr den Großen Preis von Mexiko gewann. Später berichtete Berger, dass dieses Auto „eigentlich vor lauter Kraft kaum noch laufen konnte“, sich also nur mit großer Mühe beherrschen ließ.
Am Ende der Turbo-Ära war es möglich, pro Kubikzentimeter Hubraum 1 PS zu erzeugen. Ab 1989 wurden die aufwändigen Turbomotoren verboten und nur noch Saugmotoren bis 3500 cm³ erlaubt (zur Unterscheidung von der F3000 mit 3000 cm³ Hubraum), die in den Bauformen V8, V10, V12 und sogar W12 eingesetzt wurden. Renault führte dabei die pneumatische Ventilbetätigung ein, die die bisherigen Stahlfedern ersetzte und eine deutliche Steigerung der Drehzahlen über die bis dahin üblichen 12.000/min hinaus erlaubte.
Nach der von Unfällen überschatteten Saison 1994 wurde der Hubraum ab 1995 wieder auf 3000 cm³ reduziert, die Leistung sank von rund 750 auf 650 PS.

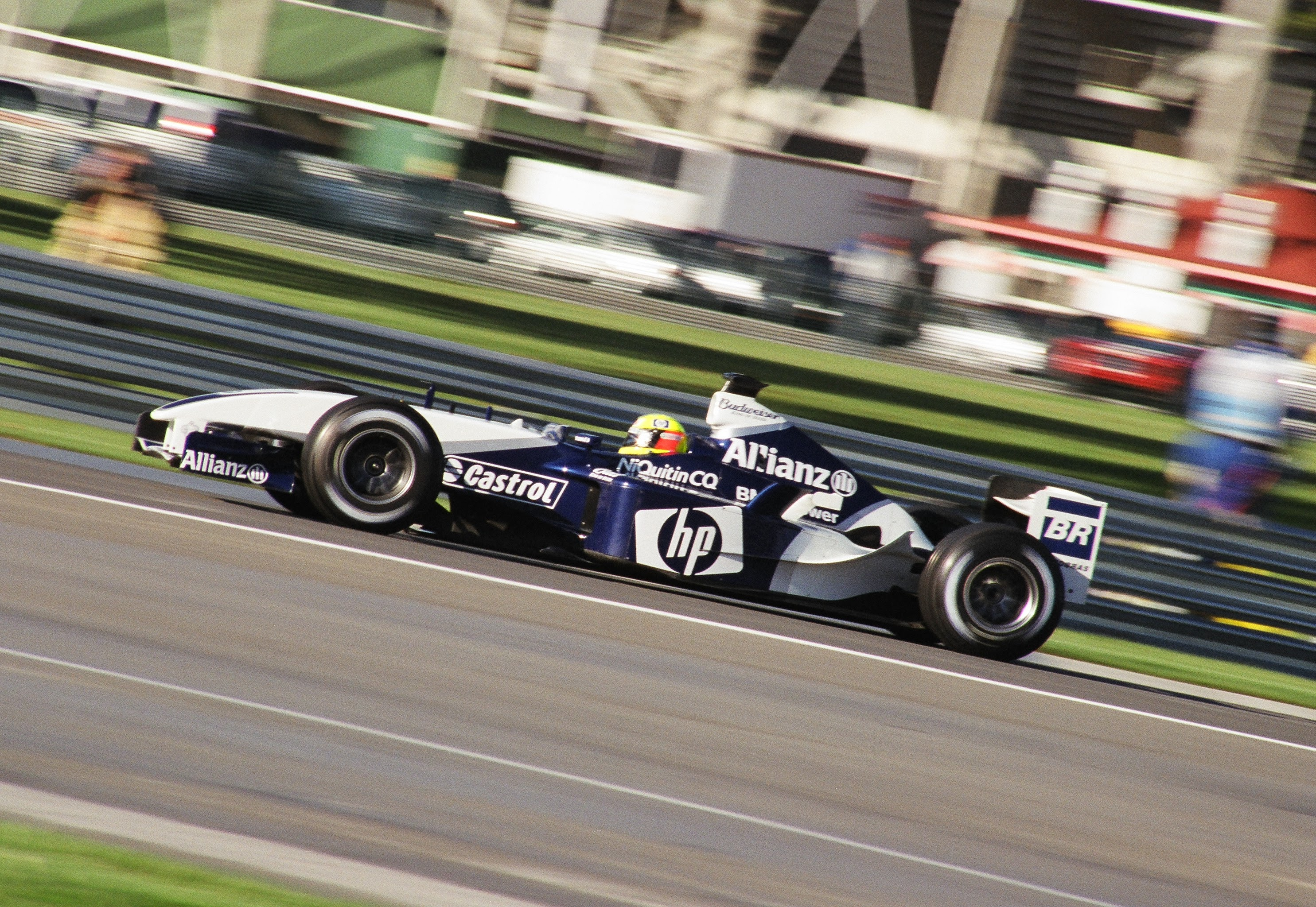
Ralf Schumacher fährt im BMW-Williams (2003)

Ab 1996 wechselte auch Ferrari vom traditionellen, aber schweren V12 auf den vorherrschenden V10, womit der neue Pilot Michael Schumacher drei Rennen gewinnen konnte. Schon 1997 hatte man wieder das alte Niveau von etwa 750 PS erreicht, mittels Drehzahlen über 17.000/min.
Ab der Saison 2005 mussten die Aggregate, bei denen die Zylinderzahl V10 inzwischen begrenzt war, zwei Rennwochenenden (bis zu 1200 km) ohne Wechsel durchhalten, um Kosten zu senken und die weitere Leistungssteigerung (damals ca. 900 PS bei 19.000/min) zu bremsen. Ein Schlupfloch im Reglement, das es den Teams ermöglichte, in der Schlussrunde durch eine vermeintliche Aufgabe doch zum nächsten Rennen einen neuen Motor einzubauen, wurde nach dem ersten Saisonrennen spezifiziert. 2005 war auch der Reifenwechsel im Rennen verboten. Diese Anforderung stellte Reifenhersteller und Teams aber vor massive Probleme, die schließlich beim Großen Preis der USA eskalierten. Die Reifen von Michelin waren den Belastungen, die insbesondere in der Steilkurve entstanden, nicht gewachsen und es kam zu Reifendefekten, die unter anderem zu einem schweren Unfall von Ralf Schumacher führten. Nachdem Michelin das Problem nicht zeitgerecht hatte beheben können, wurde seitens des Reifenherstellers die Empfehlung gegeben, mit den Reifen nicht an den Start zu gehen. So kam es dazu, dass nur die sechs Fahrer, deren Wagen mit Bridgestone-Reifen ausgestattet waren, den Grand Prix bestritten (die Fahrer der Teams Ferrari, Jordan, Minardi). Das entsprechend spannungslose Rennen wurde von den Zuschauern mit Unmutsäußerungen kommentiert und Forderungen nach der Rückzahlung des Ticket-Preises wurden laut, zu der der Reifenhersteller Michelin sich schließlich bereit erklärte. Nach mehreren Unfällen, die durch einen rechtzeitigen Reifenwechsel hätten verhindert werden können, und nicht zuletzt wegen des Rennens in Indianapolis, sind die Reifenwechsel während des Rennens seit der Saison 2006 wieder erlaubt.
Ab der Saison 2006 waren nur noch V8-Motoren erlaubt, die 2,4 Liter Hubraum hatten und etwa 750–780 PS bei Drehzahlen bis zu 20.000/min ermöglichten. Mit Beginn der Saison 2007 wurde die Drehzahl begrenzt, um die Entwicklungskosten für die Triebwerke zu senken. Die erlaubte Drehzahl lag nun bei maximal 19.000/min, wodurch die Motoren etwas an Leistung verloren. Diese Triebwerke mussten ebenfalls an zwei Rennwochenenden samstags und sonntags eingesetzt werden.
Für die Saison 2007 wurde festgelegt, dass jeder Fahrer in jedem Rennen mit mindestens einem weichen und einem harten Reifensatz fahren muss. Um die Reifensätze optisch unterscheidbar zu machen, wurden die weichen Reifen seit dem Großen Preis von Malaysia in der zweiten Rille von innen mit einem weißen Strich markiert.
In der F1 wurden öfters technische Innovationen wie Allradantrieb, Gasturbine oder Vierradlenkung ausprobiert, die sich jedoch nicht durchsetzten oder nach Unfällen verboten wurden. Entwicklungen wie die Aktive Radaufhängung verschafften einseitige Vorteile und wurden daher ebenfalls verboten. Andere Innovationen wie Drive-by-Wire waren längst im Flugzeugbau üblich.

## Regelentwicklung
| Jahr      | Regeländerung und technische Innovationen |
| --------- | --- |
| 1950–1952 | Motorhubraum von 4,5 l ohne Lader und mit Kompressor von 1,5 l, Verkürzung der Renndistanz von 500 km auf 300 km im Vergleich zur Regelung vor 1947 oder mindestens drei Stunden Fahrzeit. Vergabe von Meisterschaftspunkten für die ersten fünf Plätze und die schnellste Rennrunde. |
| 1952/1953 | Als Übergangsregelung Ausrichtung der WM nach dem Regelwerk der Formel 2 (d. h. 2-Liter-Motoren ohne Lader), um die Teilnehmerzahl zu erhöhen. |
| 1954–1958 | Neues Regelwerk mit Hubraumfestlegung auf 2,5 l ohne Lader (sowie 750 cm³ mit, was jedoch nicht konkurrenzfähig war), Festsetzung der Distanz auf 500 km oder eine Dauer von drei Stunden. |
| 1958–1960 | Reines Flugbenzin wird verboten. Die Oktanzahl wird auf 100 bis 130 reglementiert. Die Renndauer wird auf zwei Stunden heruntergesetzt und eine Distanz von mindestens 300 bzw. höchstens 500 km festgelegt. Einführung der Konstrukteursmeisterschaft. |
| 1960      | Meisterschaftspunkte für die ersten sechs Plätze, keine Punkte mehr für die schnellste Rennrunde. |
| 1961      | Erneute Übernahme der Formel-2-Regeln mit geringfügigen Abweichungen, d. h. 1,5 l Hubraum. Lader werden verboten, das Mindestgewicht darf 450 kg nicht unterschreiten, Begrenzung der Oktanzahl auf 100, die Benzintanks müssen den Sicherheitsvorschriften im Flugzeugbau entsprechen. |
| 1966      | Rückkehr zu leistungsstarken Motoren, 3 l als Saugmotor oder 1,5 l mit Aufladung, Mindestgewicht von 500 kg. |
| 1967      | Verwendung von Sicherheitsgurten und die Angabe der Fahrerblutgruppe auf dem Overall wird vorgeschrieben, erster Einsatz eines Medical-Centers. |
| 1968      | Die ersten Integralhelme (von der US-amerikanischen Firma Bell) werden verwendet. |
| 1969      | Verbot beweglicher aerodynamischer Hilfsmittel (z. B. Befestigung direkt an der Radaufhängung sowie extrem hochstehender Flügel). Allradangetriebene F1 werden von Lotus, Matra, McLaren und Cosworth mit wenig Erfolg getestet oder eingesetzt. |
| 1970      | Feuerlöschanlagen an Bord werden vorgeschrieben. Mindestgewicht der Fahrzeuge auf 530 kg angehoben. |
| 1971      | Wie schon zuvor in den USA werden profillose Reifen (Slicks, von Goodyear) und ein Fahrzeug mit Turbinenantrieb eingesetzt (Lotus 56). |
| 1972      | Mindestgewicht der Fahrzeuge auf 550 kg angehoben. |
| 1973      | Erster Einsatz eines Safety Cars, flexible Sicherheitstanks vorgeschrieben. Vergabe der Startnummern nach Platzierungen in der Fahrerweltmeisterschaft. Mindestgewicht der Fahrzeuge auf 575 kg angehoben. |
| 1976      | Verbot von Airboxen und ähnlicher Vorrichtungen zur Motorkühlung. Der Typ P34 von Tyrrell mit vier Vorderrädern erringt einen Doppelsieg. |
| 1977      | Renault setzt in Silverstone erstmals einen 1,5-l-Turbomotor ein. Michelin mit dem ersten Radialreifen, Einführung der Telemetrie. |
| 1978      | Das so genannte Wing-Car-Konzept von Lotus setzt sich durch, die Kurvengeschwindigkeiten erhöhen sich dramatisch. Verbot von „Staubsaugern“, die die Luft unter dem Auto absaugen, nach dem Sieg des Brabham BT46B in Schweden. |
| 1979      | Renault erringt in Dijon den ersten Sieg mit Turbomotor. Mindestgewicht des Fahrzeugs auf 575 kg festgelegt. |
| 1981      | Monocoque aus kohlenstofffaserverstärktem Kunststoff von McLaren und Lotus, aktive Radaufhängung (computergesteuertes Federungssystem) von Lotus. |
| 1982      | Verbot von „sliding skirts“, Schürzen auf der Seite der Fahrzeuge, die das Nachströmen der Außenluft mindern. Gasturbinen, Diesel- und Rotationskolbenmotoren verboten. Mindestgewicht des Fahrzeugs auf 580 kg angehoben. |
| 1983      | Allradantrieb wird verboten (zuletzt 1971 von Lotus eingesetzt). Verbot von sechsrädrigen Fahrzeugen. Flacher Fahrzeugboden vorgeschrieben. Mindestgewicht auf 540 kg gesenkt. |
| 1984      | Tankstopps werden verboten und ein Benzinlimit von 220 l wird eingeführt, um die Leistungen zu begrenzen. Superlizenz der Fahrer für Rennteilnahme vorgeschrieben. |
| 1986      | Benzinlimit für Turbomotoren von 195 l, Benetton-BMW stärkster Rennwagen mit 1350 PS im Training. Erster Einsatz von pneumatischen Ventilfedern von Renault. |
| 1987      | Saugmotoren mit 3,5 l Hubraum zugelassen, Reifenbreite auf 30,5 cm (12 inch) vorne und 45,72 cm (18 inch) hinten begrenzt, Ladedruck auf 4,5 bar begrenzt. |
| 1988      | Benzinlimit von Turbomotoren auf 150 l sowie Ladedruck auf 2,5 bar begrenzt. |
| 1989      | Verbot von Turbomotoren |
| 1992      | Verbot von so genanntem Designer-Benzin, nur „fast“ normales Tankstellenbenzin (max. 102 ROZ und max. 3,7 % Sauerstoff) erlaubt. |
| 1993      | Reifenbreite auf 29 cm vorne und 38 cm hinten begrenzt. |
| 1994      | Verbot elektronischer Fahrhilfen (ABS, aktive Radaufhängung, Traktionskontrolle, Allradlenkung), Tankstopps sind wieder erlaubt. Eine Geschwindigkeitsbegrenzung in der Boxengasse von 80 km/h im Qualifying und 120 km/h unter Rennbedingungen wird eingeführt. |
| 1995      | Hubraum wird auf 3,0 l begrenzt. |
| 1996      | Einführung der 107-Prozent-Regel im Qualifying, Erhöhung der Cockpitwände, um den Fahrer besser vor einem seitlichen Aufprall zu schützen. |
| 1998      | Verbot von Slickreifen, Einführung von Rillenreifen (vorn je 3 Rillen, hinten je 4 Rillen), die maximale Fahrzeugbreite wird von 2 m auf 1,8 m reduziert. |
| 1999      | Änderung der Profilreifen (vorn und hinten je 4 Rillen). |
| 2001      | Wiedereinführung der Traktionskontrolle (ab dem fünften Rennen). |
| 2003      | Qualifying auf Einzelzeitrennen geändert und Tankverbot zwischen Qualifying und Rennen (Spannungssteigerung), damit verbunden Aufhebung der 107-Prozent-Regel. Warm-Up am Rennsonntag wird abgeschafft. Einführung des HANS-Systems (Head And Neck Support), um den Fahrer bei einem Frontalaufprall vor Wirbelverletzungen besser zu schützen. Stallorderverbot. Meisterschaftspunkte für die ersten acht Plätze. |
| 2004      | Motor muss ein ganzes Rennwochenende halten (etwa 750 km). |
| 2005      | Reifenwechsel nicht gestattet (nur aus Sicherheitsgründen oder bei Regen), Motor muss zwei Rennwochenenden halten (etwa 1500 km), Frontflügel muss 5 cm höher platziert und der Heckflügel weiter vorne montiert werden, Front- und Heckflügeltausch nur noch bei nachzuweisenden Schäden. |
| 2006      | Motoren werden auf 2,4-l-V8-Motoren begrenzt, die ebenfalls zwei Rennwochenenden halten müssen. Eine Sondergenehmigung gilt für die Scuderia Toro Rosso, die auf 16.700/min gedrosselte V10-Motoren einsetzen dürfen. Qualifying wird im dreiphasigen sogenannten Knock-out-System gefahren (siehe Artikel weiter oben). Reifenwechsel sind wieder erlaubt. |
| 2007      | Motoren auf dem Stand des letzten Grand Prix 2006 dürfen bis 2010 nicht weiterentwickelt werden. |
| 2008      | Verbot der Traktionskontrolle. Einführung einer Standardelektronik. Benzin mit Biomassenanteil. Zusätzliche Erhöhung der seitlichen Cockpitwände. |
| 2009      | KERS (60 kW/82 PS während 6,7 Sekunden pro Runde). Beschneidung der Aerodynamik (größerer, verstellbarer Frontflügel, kleinerer Heckflügel, Verbot von Kiemenöffnungen und Luftleitblechen). Motorendrehzahl maximal 18.000/min. Acht Motoren pro Jahr und Fahrer. Wiedereinführung der Slicks. Testverbot während der Saison. Offenlegung der Benzinmengen nach der Qualifikation. |
| 2010      | Punktevergabe bis Platz 10. Verbot von Tankstopps. Anhebung des Mindestgewichts auf 620 kg. Schmalere Vorderreifen. Einführung der Safety-Car-Linie. Teams verzichten für diese Saison freiwillig auf KERS. |
| 2011      | Verstellbare Heckflügel (DRS) sind zugelassen. F-Schacht wird verboten. Abschaffung des Stallorderverbots. Wiedereinführung der 107-Prozent-Regel, KERS wird wieder neu eingeführt. Mindestgewicht 640 kg zu jedem Zeitpunkt des Rennwochenendes inkl. Fahrer und aller Flüssigkeiten. |
| 2012      | Das Anblasen des Heckdiffusors durch Auspuffgase wird unterbunden. Auch das dazu erforderliche Mapping des Motors, damit dieser auch Gasdurchsatz hat, wenn der Fahrer kein Gas gibt, ist nicht mehr zulässig. |
| 2013      | DRS darf auch in den Trainingseinheiten nur noch in den DRS-Zonen benutzt werden. Mindestgewicht 642 kg zu jedem Zeitpunkt des Rennwochenendes inkl. Fahrer und aller Flüssigkeiten. |
| 2014      | 1,6-Liter-V6-Turbomotoren. Drehzahlbegrenzung auf 15.000/min. Fünf Motoren pro Fahrer und Jahr. Mindestgewicht 691 kg zu jedem Zeitpunkt des Rennwochenendes inkl. Fahrer und aller Flüssigkeiten. Einführung von ERS. Neuvergabe fixer Startnummern. |
| 2015      | Reduzierung auf vier Motoren pro Fahrer und Jahr. Mindestgewicht 701 kg zu jedem Zeitpunkt des Rennwochenendes inkl. Fahrer und aller Flüssigkeiten. |
| 2016      | Reduzierung des Funkverkehrs. Nur noch bestimmte Funksprüche sind erlaubt. |
| 2017      | - Ob der Start gelingt oder nicht entscheidet zu 100 % der Fahrer. Die Ingenieure können ihm am Funk nicht mehr helfen. Es ist nur noch ein Kupplungshebel am Lenkrad erlaubt und es darf keine Referenzpunkte an der Kupplungswippe geben. - Lockerung des Funkverbots, Funkverkehr ist nur noch von der Einführungsrunde bis zum Erlöschen der Startampel eingeschränkt - Das Mindestgewicht steigt von 702 auf 728 Kilogramm. - Die Gesamtbreite des Autos steigt von 180 auf 200 Zentimeter, die der Verkleidung von 140 auf 160 Zentimeter. Der Frontflügel ist 180 statt 165 Zentimeter, der Heckflügel 95 statt 75 Zentimeter breit und 80 statt 95 Zentimeter hoch. Die Diffusorhöhe steigt von 12,5 auf 17,5 Zentimeter, dessen Breite von 100 auf 105 Zentimeter. - Die Breite des Vorderreifens steigt von 24,5 auf 30,5 Zentimeter, die des Hinterreifens von 32,5 auf 40,5 Zentimeter. - Die maximale Dicke der Bremsscheiben wird von 28 auf 32 Millimeter angehoben. - Die Entwicklung ist frei. Die Beschränkung über Entwicklungs-Token wurde aufgehoben. Dafür gelten neue Gewichtslimits für die teuren Komponenten: Die Elektromaschine MGU-K muss mindestens 7 Kilogramm wiegen, die MGU-H mindestens 4. Das Mindestgewicht für Kolben und Pleuel beträgt jeweils 300 Gramm. Die Kurbelwelle darf nicht leichter als 5,3 Kilogramm sein. Pro Fahrer sind nur jeweils vier Einheiten von Verbrennungsmaschine, Turbolader, MGU-K, MGU-H, Batterie und Leistungselektronik für die 20 Rennen gestattet. - Die Gesamt-Spritmenge für eine Renndistanz wird von 100 auf 105 Kilogramm angehoben. Das sind rund 142 Liter für die maximal 310 Kilometer einer GP-Distanz. |
| 2018      | Der Kopf des Fahrers wird durch ein Bügelsystem namens Halo geschützt. Das ist die offensichtlichste Änderung für 2018. Weitere Änderungen: - Das Mindestgewicht steigt wegen Halo von 728 auf 733 Kilogramm an. - Weil das Aussteigen aus dem Auto durch das Halo etwas erschwert wird, muss ein Fahrer künftig in sieben statt fünf Sekunden das Cockpit verlassen können. - Die Zahl der erlaubten Power-Unit-Komponenten sinkt 2018 weiter. In der Saison 2018 stehen jedem Piloten noch drei Exemplare aller Motor-Komponenten zur Verfügung. - Es darf auf einer Renndistanz nur noch maximal 0,6 Liter Öl verwendet werden. - Die Finne an der Motorhaube zum Heck ist 2018 ebenso verboten wie der T-Flügel direkt vor dem Heckflügel. |

### Reifen
Die Bedingungen für die Reifen sind detailliert in den „FIA Sporting Regulations“ (Abschnitt 25) dargelegt.
- Seit der Saison 2011 ist Pirelli alleiniger Reifenhersteller und Lieferant aller Formel-1-Teams.
- Elf Sätze Trockenreifen, vier Sätze intermediate tyres und drei Sätze wet-weather tyres dürfen maximal pro Fahrer verwendet werden. Bei Bedarf kann ein weiterer Reifensatz (nach Entscheidung der FIA) zur Verfügung gestellt werden, dies gilt dann für alle Fahrer.
- Vor dem Start des 3. freien Trainings ist einer der drei Reifensätze an den Lieferanten zurückzugeben. Sofern das 1. oder 2. Freie Training von der Rennleitung als wet eingestuft wurde, wird allen Teams ein weiterer Intermediate-Reifensatz zur Verfügung gestellt, der jedoch vor Beginn des 3. Freien Trainings an den Lieferanten zurückgegeben werden muss.
- Für Samstag und Sonntag bekommt jeder Fahrer noch einmal insgesamt acht Reifensätze (vier Sätze je Spezifikation). Davon muss je ein Satz vor dem Qualifying zurückgegeben werden.
- Im Qualifying besteht freie Reifenwahl, im Rennen muss jeder Fahrer beide zur Verfügung stehenden Reifenmischungen für jeweils mindestens eine Runde einsetzen. Ausnahme: bei Regenrennen.

Weitere Besonderheiten im Hinblick auf die Reifen:
- Regel ab 2022 nicht mehr gültig: Alle Fahrer, die für das 3. Qualifying qualifiziert waren, müssen im Rennen mit denselben Reifen starten, mit denen sie auch ihre schnellste Runde im 2. Qualifying gefahren sind (dies gilt nur, wenn sowohl das 2. Qualifying als auch das Rennen selbst unter trockenen Bedingungen stattfinden). Werden die Reifen im Qualifying beschädigt, obliegt die Entscheidung über einen Tausch gegen einen anderen Reifensatz der FIA (Beispiel: nach dem Qualifying zum Großen Preis von Italien 2011 hatte Nico Rosberg einen Bremsplatten und durfte aus Sicherheitsgründen daraufhin einen gebrauchten Reifensatz aus dem Freien Training verwenden)
- als „genutzt“ gelten die Reifen erst in dem Moment, in dem der Zeittransponder des Fahrzeugs das Verlassen der Boxengasse signalisiert hat.
- die Entscheidung, ob ein Rennen als wet deklariert wird, obliegt dem Rennleiter.

In der Saison 2019 gibt es 5 verschiedene Trockenreifen. Für jedes Rennen werden drei Reifenmischungen ausgewählt. Diese heißen Soft (rote Markierung), Medium (gelb) und Hard (weiß). Für welche Mischung diese Bezeichnungen stehen, unterscheidet sich zwischen den Rennen. Pirelli selbst bezeichnet die Mischungen mit C1 (hart), C2, C3, C4 und C5 (weich).
So kann es etwa vorkommen, dass die Mischungen C1, C2 und C3 ausgewählt werden und der Reifen C3 daher der Mischung „Soft“ entspricht. Bei Auswahl von C3, C4 und C5 ist er jedoch der harte Reifen.
In früheren Saisons war dies anders. Jede Mischung hatte immer ihre eigene Farbe und ihren eigenen Namen. So gab es etwa 2018 die Rekordzahl von 7 verschiedenen Trockenreifen (Hypersoft, Ultrasoft, Supersoft, Soft, Medium, Hard, Superhard).
Unverändert sind die Farben der Regenreifen (Intermediate: grün, Full-Wet: dunkelblau).

### Motoren
- Die Motorenentwicklung ist seit 2017 wieder frei, 2022 werden die Motoren „eingefroren“, es dürfen bis zum neuen Reglement 2026 keine Entwicklungen vorgenommen werden.
- Durch die Einführung der Einheitselektronik dürfen die Hersteller jedoch bis zum zweiten Saisonlauf in Malaysia an der Airbox, den Ansaugtrompeten, der Einspritzung und den Pumpen arbeiten. Danach werden die Motoren bis Ende 2017 eingefroren. Es soll dann eine neue Motorenformel eingeführt werden.
- Die Triebwerke dürfen eine Drehzahl von 18.000/min nicht überschreiten.
- Jeder Fahrer erhält pro Saison 3 Triebwerke, die für die gesamte Saison reichen müssen
- Die Motoren können zu jedem Rennwochenende gewechselt werden, aber mit dem Motor, mit dem man am Qualifying teilnimmt, muss man auch ins Rennen gehen.

### Elektronik und Getriebe
- Alle eingesetzten Getriebe müssen fünf Rennwochenenden überstehen. Sollte ein Getriebe vorher gewechselt werden müssen, verliert der Fahrer fünf Startplätze. Einmal pro Wochenende darf die Übersetzung des Getriebes geändert werden.
- Jedes Auto muss mit der Einheitselektronik aus dem Hause MES ausgestattet sein.
- Starthilfe, Traktionskontrolle und Bremshilfe sind abgeschafft worden.

## GP-Freitage und Tests
- Die Freien Trainingseinheiten am Freitag dauerten bis 2020 jeweils 90 Minuten. Gestartet wird, bis auf wenige Ausnahmen, um 10:00 und 14:00 Uhr Ortszeit. Ab 2021 dauern die beiden Trainingseinheiten jeweils 60 Minuten.
- Da beide Sessions nicht zum Wochenende zählen, darf jeder Fahrer vier Sätze neuer Reifen verwenden.
- Jedes Team darf am Freitag zwei Autos benutzen und dabei neben den Grand-Prix-Piloten auch den nominierten dritten Fahrer zum Zuge kommen lassen.
- Die Fahrer sind bis 16:00 Uhr am Vortag des Trainings zu nominieren.
- Abseits der GP-Freitage dürfen insgesamt 15.000 km pro Jahr als Testdistanz genutzt werden. Zu diesem Kontingent zählen auch Shakedowns und Straight-Line-Aerodynamiktests. Ausnahme: Promotion-Events, aber nur wenn nachweislich nicht mit Reifen gefahren wird, die an einem Rennwochenende verwendet werden.
- Die Überwachung des Testlimits wird durch die FIA und die Teams übernommen.
- Es wird die komplette Kilometerzahl bei angefangenen Runden gewertet.
- Seit 2011 gilt ein einheitliches Testverbot für alle Teams. Einzig vor Beginn der Saison werden vier Testtage auf ausgewählten Rennstrecken von der FIA genehmigt. Hierbei darf immer nur ein Fahrer des Teams pro Tag testen.
- Ausnahmeregelungen hierbei sind, falls ein Fahrer wegen Verletzungen ausfällt und das Team einen Sonderantrag stellt, um einen Ersatzfahrer testen lassen zu können.

## Qualifying
- Das Qualifying wird seit der Saison 2006 in drei Teilen (Q1–Q3) ausgetragen. In der ersten 18-minütigen (bis 2013: 20 Minuten) Session fahren alle Fahrer mit der beliebigen Reifenmischung. Die fünf langsamsten Fahrer werden nicht fürs Q2 qualifiziert (vorausgesetzt, es nehmen 20–22 Autos teil. Bei 24 Autos fallen sieben weg, bei 26 werden es acht sein). Seit 2011 gilt zusätzlich die 107-Prozent-Regel.
- Die zweite Session geht über 15 Minuten. Auch hier fallen die langsamsten fünf Fahrer (bzw. sieben oder acht, genau wie im Q1) raus.
- Die schnellsten Zehn fahren im 12-minütigen Q3 (bis 2013: 10 Minuten) um die Pole-Position. Da in Vorjahren einige Fahrer zur Schonung der Reifen nur wenige Runden fuhren oder gar nicht teilnahmen, wird seit der Saison 2014 ein zusätzlicher Reifensatz nur für Q3 zur Verfügung gestellt.[5]
- Regel ab 2022 nicht mehr gültig: Die Fahrer müssen das Rennen mit den Reifen starten, mit denen sie in Q2 (bis 2013: Q3) ihre schnellste Runde fuhren.

## Safety Car

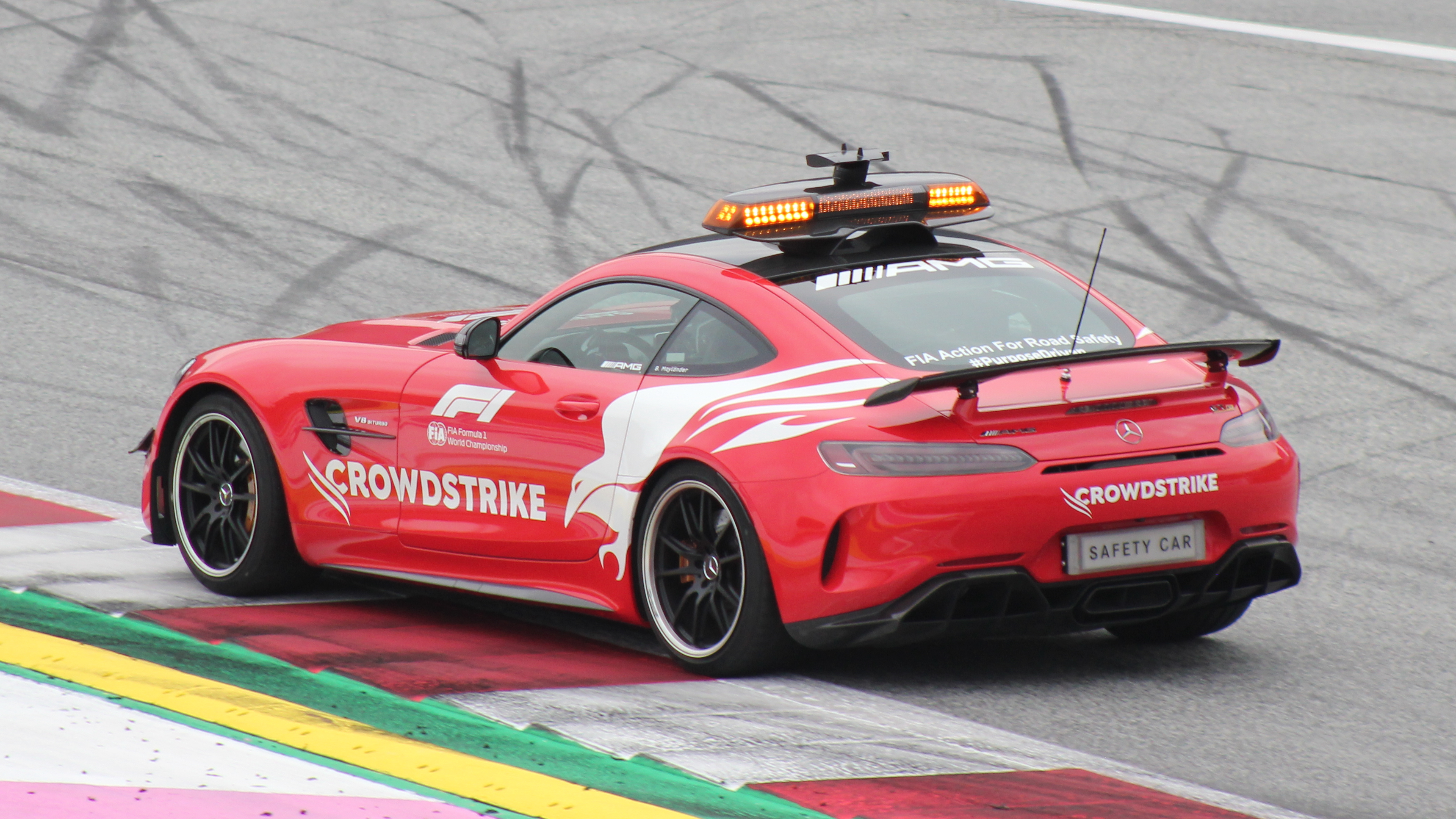
Safety Car (2021)

- Die Boxengasse ist seit 2009 wieder geöffnet, während das Safety Car auf der Strecke ist. Hierbei darf, wie im normalen Rennverlauf, am Auto gearbeitet werden, Reifenwechsel und andere Wartungsarbeiten sind erlaubt.
- Seit 2012 dürfen überrundete Autos während der Safety-Car-Phase wieder vorbeifahren und sich somit zurückrunden.[6]
- Sollte das Rennen wegen Regens hinter dem Safety Car gestartet werden müssen, sind die extremen Regenreifen für alle Autos vorgeschrieben. Der Mindestabstand wurde von fünf auf zehn Autolängen erhöht.

## Sonstiges
- Seit der Saison 2022 ist dem Benzin 10 % Biomasse beigemischt, dieser nennt sich E-10-Benzin.[7]
- Das Benzin darf um maximal 10 Grad kühler sein als die Umgebungstemperatur zwei Stunden vor dem Rennstart. Diese Temperatur wird seit dem Großen Preis von Monaco 2022 von der FIA mit einer Dezimalstelle angegeben (z. B. 24,9 °C). Die Temperatur des Benzins wird vor Verlassen der Garage, also mindestens eine halbe Stunde vor Beginn des Rennens, gemessen.[8][9]
- Die Dicke des Kopf- und Nackenschutzes am hinteren Cockpitende muss 75 Millimeter betragen. Die Länge des Cockpits liegt bei 850 Millimeter. Der vordere Fußraum muss ausgepolstert sein. Die Mindestdicke beträgt 25 Millimeter.[10]
- Aus Sicherheitsgründen muss das Cockpit so dimensioniert sein, dass der Fahrer es innerhalb von sieben Sekunden verlassen kann.[11]
- Seit der Saison 2008 ist das Vorhalten eines Ersatzautos (T-Car) nicht mehr erlaubt, da neben anderen Sparmaßnahmen jedem Fahrer pro Saison nur noch eine bestimmte Anzahl an Motoren zur Verfügung stehen und ein Ersatzfahrzeug diese Regelung umgehen würde.
- Seit 2010 darf während eines Rennens nicht nachgetankt werden. Bereits zur Saison 1984 wurde das Nachtanken während eines Formel-1-Rennens verboten. Ab 1994 war es wieder erlaubt, bis es 2010 erneut untersagt wurde.[12]
- Es gibt 6 grundlegende Reifenmischungen unterschiedlicher Härtegrade, die in die Typen C0–C5 aufgeteilt sind. Pro Rennwochenende werden davon 3 verschiedene Mischungen bereitgestellt, welche mit Rot für Weich (Soft), mit Gelb für Mittel (Medium) und mit Weiß für Hart (Hard) gekennzeichnet sind. Als Beispiel: Auf dem Kurs in Sakhir kommen die Mischungen C1 bis C3 zum Einsatz.[13]

## Flaggenzeichen

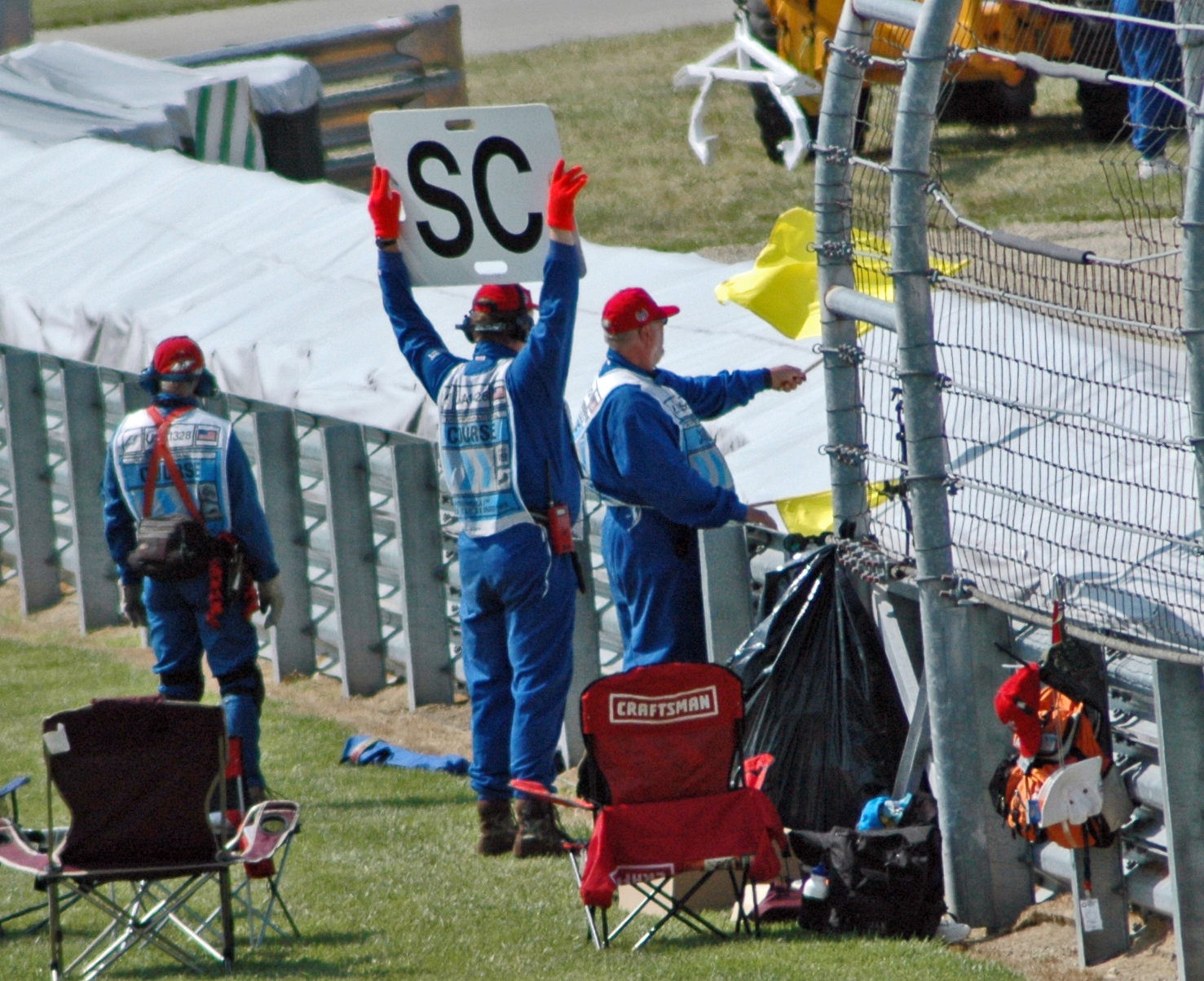
Gelbe Flagge und „SC“-Schild: Das Safety Car ist auf der Strecke. Auf der gesamten Strecke herrscht Überholverbot.

Die Flaggen dienen zur Kommunikation zwischen den Streckenposten respektive der Rennleitung und den Fahrern, um diese beispielsweise rechtzeitig auf Gefahrensituationen hinzuweisen. Seit der Saison 2007 werden die Flaggen auch auf einem Display am Lenkrad angezeigt. Beim GP von Singapur 2008 – dem ersten Nachtrennen der Formel 1 – kamen erstmals auf der gesamten Strecke digitale Flaggen (Matrix-Lichtanlagen mit der jeweiligen Flaggenfarbe) zum Einsatz.
Bei der Formel 1 gelten die von der FIA festgelegten internationalen Flaggenzeichen.

## Strafen
Wenn sich die Fahrer unerlaubt verhalten, zum Beispiel wenn sie einen Frühstart verursachen oder die Geschwindigkeitsbegrenzung in der Boxengasse (normal: 80 km/h; auf einigen Rennstrecken 60 km/h, z. B. in Monaco) überschreiten, werden von den Sportkommissaren Strafen gegen sie verhängt. Während etwa bei zu hoher Geschwindigkeit in der Boxengasse im Training (Stand: 2019) lediglich eine Geldstrafe erhoben wird (100 € pro km/h über dem Limit), wird das gleiche Vergehen im Rennen i. d. R. zu einer Durchfahrts- oder Stop-and-Go-Strafe führen. Die Schwere des Vergehens entscheidet, welche Strafe ausgesprochen wird. In der Regel sind das die folgenden (die Reihenfolge von oben nach unten entspricht der Schwere der Bestrafung):
1. 5- oder 10-Sekunden-Strafe: Der Fahrer muss beim nächsten Boxenstopp zusätzlich 5 oder 10 Sekunden in der Box warten. Fährt er die Boxengasse im Rennen nicht mehr an, wird die Zeit zur Gesamtzeit addiert.
2. Durchfahrtsstrafe: Der Fahrer muss 1× durch die Boxengasse fahren, unter Beachtung des entsprechenden Tempolimits. Er darf hierbei nicht stehen bleiben und um etwa Reifen zu wechseln, muss er die Boxen erneut anfahren.
3. Stop-and-Go-Strafe: Wie Durchfahrtsstrafe, jedoch muss der Fahrer in der Boxengasse 10 Sekunden lang anhalten, bevor er weiterfahren darf. Während dieser Zeit darf am Auto nichts verändert werden.
4. Der Fahrer wird disqualifiziert (zum Beispiel nach Überfahren der roten Boxenampel oder wegen unsportlichen Verhaltens).
5. Bei drei Verwarnungen der Rennkommissare: Der Fahrer wird für ein Rennen gesperrt.

Ähnlich der Verkehrssünderkartei in Flensburg gibt es in der Formel 1 auch Strafpunkte für Fahrer. Je nach Vergehen können, zusätzlich zu den oben genannten Strafen im Rennen, auch 1 bis 3 Strafpunkte vergeben werden. Erreicht ein Fahrer 12 Strafpunkte, so wird er für ein Rennen gesperrt. Strafpunkte werden generell 1 Jahr nach ihrer Eintragung wieder gelöscht.
Zusätzlich gibt es sogenannte Grid-Strafen, also Strafen, die eine Rückversetzung des Fahrers in der Startaufstellung bewirken. So führt etwa ein Motorwechsel oder Wechsel bestimmter Teile der Antriebseinheit zu einer Strafversetzung um 5 oder 10 Plätze, sofern das Limit überschritten wird (bei einigen Teilen sind pro Saison 3 erlaubt, etwa Motoren – bei anderen Teilen sogar nur noch 2). Ein vorzeitiger Getriebewechsel bewirkt 5 Plätze Strafversetzung. Häufen sich durch derartige Strafen zusammen mindestens 15 Plätze Strafversetzung in einem Rennen an, muss der Fahrer vom Ende der Startaufstellung starten.
Wird eine Durchfahrtsstrafe oder Stop-and-Go-Strafe nach drei Runden nicht erfüllt, führt dies zur Disqualifikation. Dies wird, sofern das Rennen noch läuft, dann mit der schwarzen Flagge und der Nummer des betroffenen Wagens durch den Rennmarschall angezeigt. Wird eine Durchfahrtsstrafe oder Stop-and-Go-Strafe in den letzten fünf Runden des Rennens oder unmittelbar nach dem Ende ausgesprochen, so werden zur gefahrenen Rennzeit 20 bzw. 30 Sekunden hinzugerechnet. Eine Anfahrt der Boxengasse ist dann nicht nötig.

## Punkteverteilung
| Platz  | 1  | 2  | 3  | 4  | 5  | 6 | 7 | 8 | 9 | 10 | PP |
| Punkte | 25 | 18 | 15 | 12 | 10 | 8 | 6 | 4 | 2 | 1  | –  |

| Punkteverteilung Sprintrennen | Punkteverteilung Sprintrennen | Punkteverteilung Sprintrennen | Punkteverteilung Sprintrennen | Punkteverteilung Sprintrennen | Punkteverteilung Sprintrennen | Punkteverteilung Sprintrennen | Punkteverteilung Sprintrennen | Punkteverteilung Sprintrennen |
| ----------------------------- | ----------------------------- | ----------------------------- | ----------------------------- | ----------------------------- | ----------------------------- | ----------------------------- | ----------------------------- | ----------------------------- |
| Platz                         | 1                             | 2                             | 3                             | 4                             | 5                             | 6                             | 7                             | 8                             |
| Punkte                        | 8                             | 7                             | 6                             | 5                             | 4                             | 3                             | 2                             | 1                             |

Generell werden Punkte bei der Formel-1-WM nur für das jeweilige Rennen, jedoch nicht für das Qualifying vergeben. Für die Platzierungen gibt es seit der Saison 2010 folgende Punkteverteilung (siehe Tabelle). Von der Saison 2019 bis zur Saison 2024 gab es außerdem einen Punkt für die schnellste Rennrunde, soweit der Fahrer unter den ersten zehn war.
Damit kann ein Fahrer pro Rennen maximal 25 und ein Team maximal 43 Punkte erreichen. Wenn ein Rennen beispielsweise wegen starken Regens oder eines schweren Unfalls abgebrochen werden muss, bevor 75 % der Renndistanz absolviert wurden, werden die Punkte halbiert. Der Erste erhält in diesem Fall 12 Punkte, der Zehnte einen halben Punkt. Dies ist jedoch in der Geschichte der Formel 1 erst sechs Mal geschehen: Spanien 1975 (schwerer Unfall), Österreich 1975, Monaco 1984, Australien 1991, Malaysia 2009 und Belgien 2021 (jeweils wegen starken Regens). 2014 gab es beim Saisonfinale bei der Punktevergabe jedoch eine Ausnahme: In diesem Rennen wurden die Punktwertungen sowohl in der Fahrer-, als auch in der Konstrukteursmeisterschaft doppelt gewertet (der Sieger erhielt somit bei voller Wertung 50 Punkte, der Zweitplatzierte 36 Punkte usw.).
Diese Regelung wurde allerdings nach der Saison 2014 wieder aufgehoben, sodass auch beim letzten Rennen die normale Punkteverteilung gilt.
Vor 2010 erhielten nur die ersten acht Fahrer Punkte (Verteilung: 10, 8, 6, 5, 4, 3, 2 und 1), vor 2003 nur die ersten sechs Fahrer (Verteilung: 10, 6, 4, 3, 2 und 1; vor 1991: 9, 6, 4, 3, 2 und 1; in den 1950er-Jahren nur die ersten fünf Fahrer: 8, 6, 4, 3, 2 und 1 Extrapunkt für die Schnellste Rennrunde).
Bis in die 1980er-Jahre hinein gab es sogenannte Streichresultate. Für jeden Fahrer kamen nur eine bestimmte Anzahl Resultate in Betracht, die schlechtesten Ergebnisse wurden wieder gestrichen. Bei der damals etwas höheren Ausfallquote waren aber nicht viele Piloten davon betroffen. Eine Ausnahme bleibt das Jahr 1979: Der damalige Modus teilte die Saison in zwei Hälften (sieben beziehungsweise acht Rennen), aus denen jeweils nur die vier besten Resultate zählten.
In der Saison 2021 wurde zum ersten Mal das Sprintqualifying ausprobiert. Der Erste bekommt 3 Extrapunkte, der Zweite 2 und der Dritte einen.
In der Saison 2022 wurde der Sprint mit einem geänderten Punktesystem fortgesetzt, um es interessanter zu gestalten. Der Erste bekommt 8 Punkte, der Zweite 7, der Dritte 6 und so weiter bis Platz 8, der schließlich einen Punkt bekommt. Die Sprintrennen werden von der Statistik nicht erfasst und dienen nur als Grundlage zur Vergabe der zusätzlichen Punkte.

## Startnummern
Die Startnummern wurden bis 2013 am Beginn jeder Saison in der Reihenfolge der Teams in der Konstrukteurs-WM des Vorjahres vergeben. Einzig die 1 trägt das Auto des Fahrerweltmeisters. Der Weltmeister kann bei einem Teamwechsel seine Nummer 1 mitnehmen, wie es zum Beispiel Fernando Alonso im Jahr 2007 bei seinem Wechsel zu McLaren tat. Sollte der amtierende Weltmeister allerdings nicht mehr antreten, so wurde dem Team, das die Konstrukteurs-Weltmeisterschaft gewonnen hat, statt der 1 eine 0 neben der 2 zugeteilt. Zuletzt fuhr Damon Hill in der Saison 1994 mit der Startnummer 0, da Alain Prost 1993 den Weltmeistertitel gewann und danach seine Karriere als Formel-1-Pilot beendete. Die Startnummer 13 wurde in der Regel nicht vergeben, zuletzt startete Divina Galica in der Formel-1-Saison 1976 mit der Startnummer 13. Pastor Maldonado startete als erster wieder mit der Startnummer 13 in der Formel-1-Saison 2014. Innerhalb eines Teams erfolgte die Startnummernreihenfolge nicht nach dem Ergebnis der Vorsaison, sondern die Startnummern wurden von den Teams selbst zugeteilt. Demnach konnte ein Pilot, der im Vorjahr gänzlich ohne Punkte blieb, eine niedrigere Startnummer erhalten als der aktuelle Vizeweltmeister.
Seit der Formel-1-Saison 2014 können sich die Fahrer eine frei verfügbare Startnummer im Bereich von 2 bis 99 aussuchen, die sie während ihrer gesamten Formel-1-Karriere behalten. Dem Weltmeister der vorherigen Saison steht es frei, ob er die Startnummer 1 wählt oder mit seiner persönlichen Startnummer fährt.
Die Startnummer 17 wird seit dem Tod des Fahrers Jules Bianchi zu dessen Ehren nicht mehr vergeben.